# 無垢舞蹈劇場

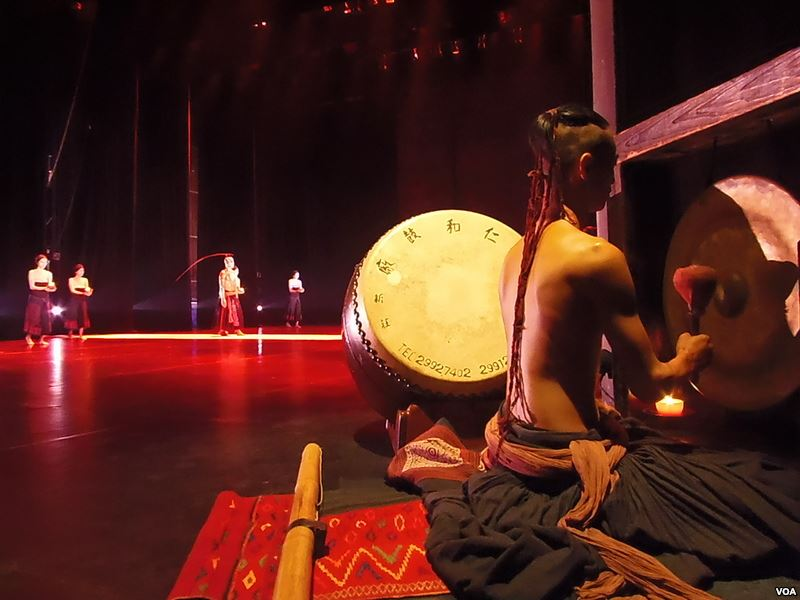
無垢舞蹈劇場在俄羅斯莫斯科演出歌舞劇《觀》。

無垢舞蹈劇場（英文：Legend Lin Dance Theatre），是台灣現代舞表演團體，1995年創立於台北，藝術總監為舞蹈家林麗珍，團長為設計家陳念舟。

## 作品
- 1995 - 《醮》
- 2000 - 《花神祭》
- 2009 - 《觀》
- 2013- 《緩行中的漫舞》
- 2014 - 《觸身・實境》
- 2017 - 《潮》

## 紀錄片
電影導演陳芯宜於2005年開始為無垢拍攝紀錄片，共有《落花春泥——林麗珍》（文化容顏——國家文藝獎得獎者紀錄片）、《觀——製作全紀錄》紀錄片（獲中華民國文化部第三屆國家出版獎佳作）、《行者》（獲台灣國際紀錄片影展「觀眾票選獎」、入圍金馬獎最佳紀錄片、入圍台北電影獎）

## 外部連結
- 無垢舞蹈劇場 （页面存档备份，存于）
- 無垢的後花園 （页面存档备份，存于）
- 無垢舞蹈劇場的Facebook專頁